# (10506) Rydberg
Pour les articles homonymes, voir Rydberg.
(10506) Rydberg est un astéroïde de la ceinture principale.

## Description
(10506) Rydberg est un astéroïde de la ceinture principale. Il fut découvert le 13 février 1988 à La Silla par Eric Walter Elst. Il présente une orbite caractérisée par un demi-grand axe de 2,99 UA, une excentricité de 0,05 et une inclinaison de 6,9° par rapport à l'écliptique.

## Compléments